# Ouistreham
Ouistreham är en kommun i departementet Calvados i regionen Normandie i nordvästra Frankrike. Kommunen ligger  i kantonen Ouistreham som ligger i arrondissementet Caen. År 2022 hade Ouistreham 9 261 invånare.
Ouistreham fungerar som staden Caens hamn och har färjeförbindelse med brittiska Portsmouth.
De enda franska trupperna delaktiga i D-dagen landsteg i Ouistreham den 6 juni 1944.

## Befolkningsutveckling
Antalet invånare i kommunen Ouistreham
Referens:INSEE

## Galleri

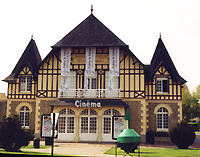
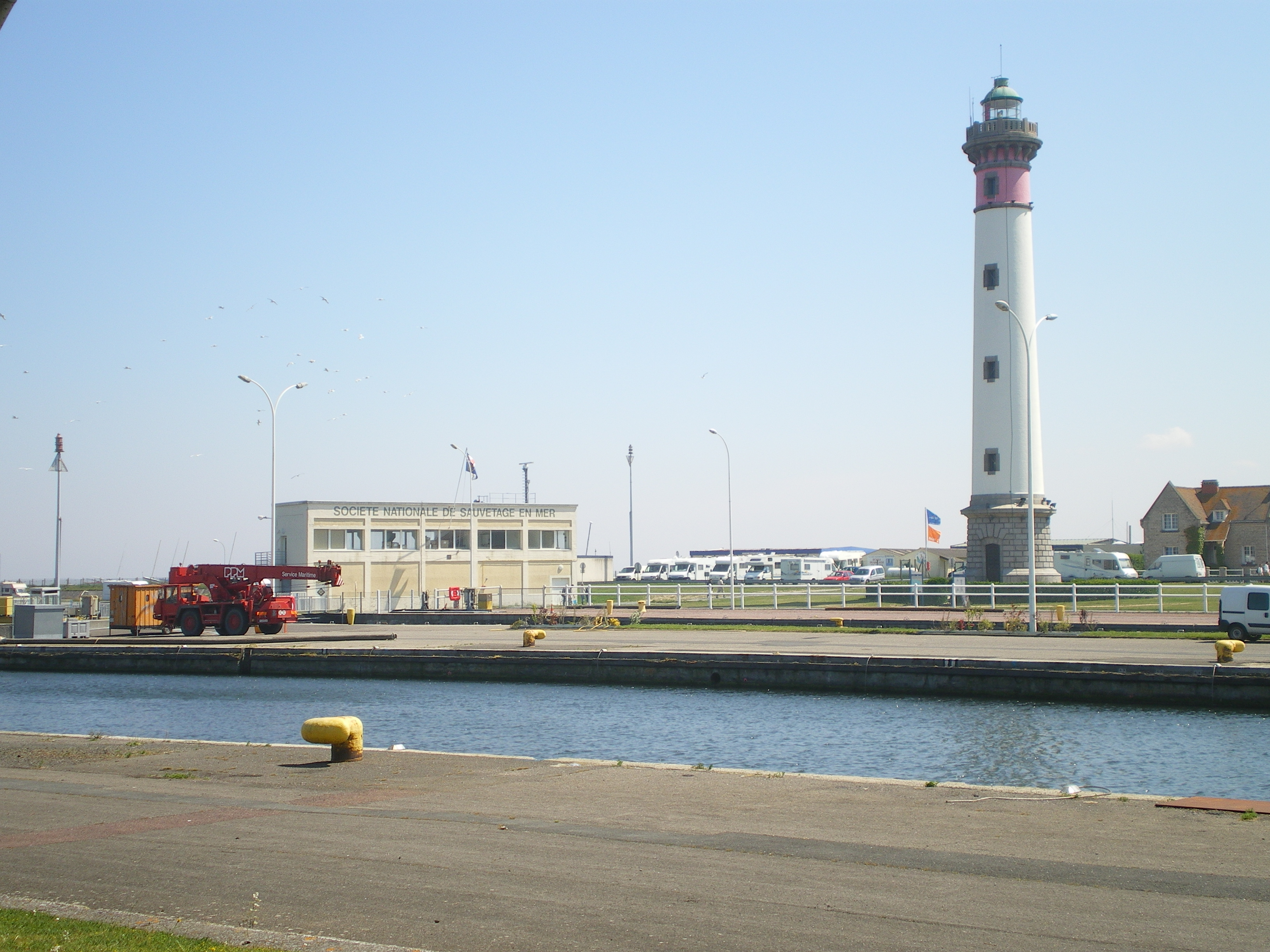
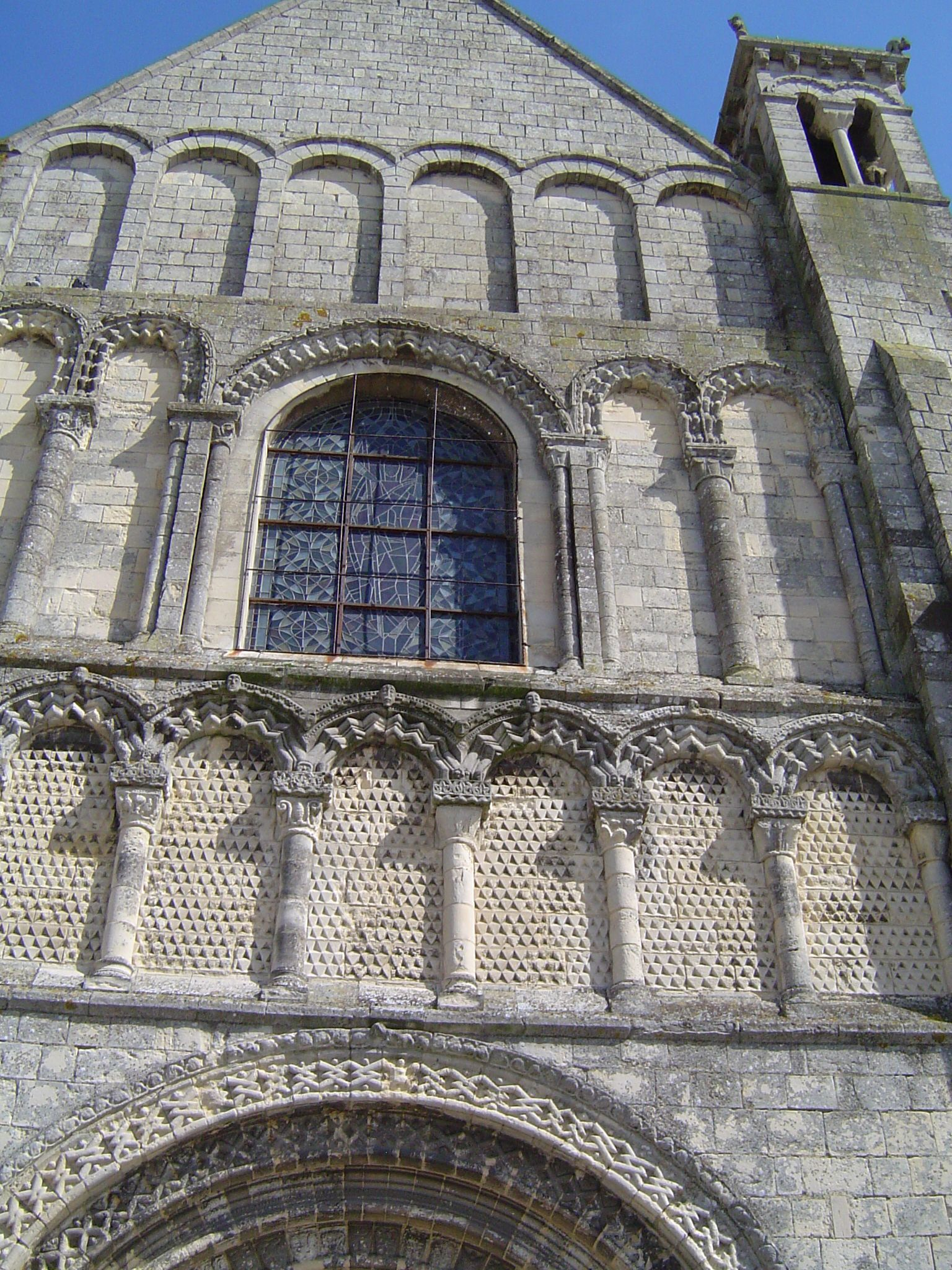
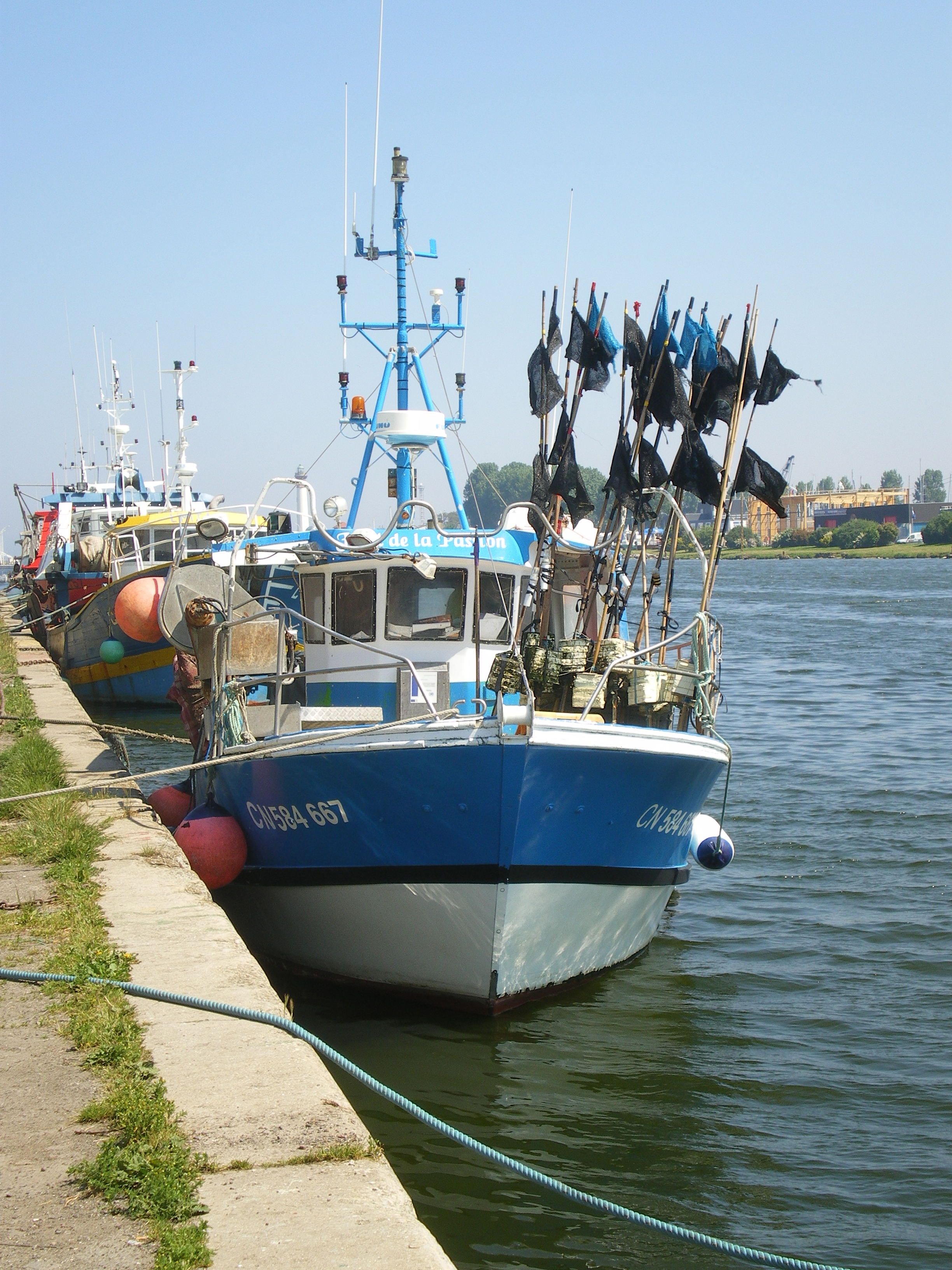
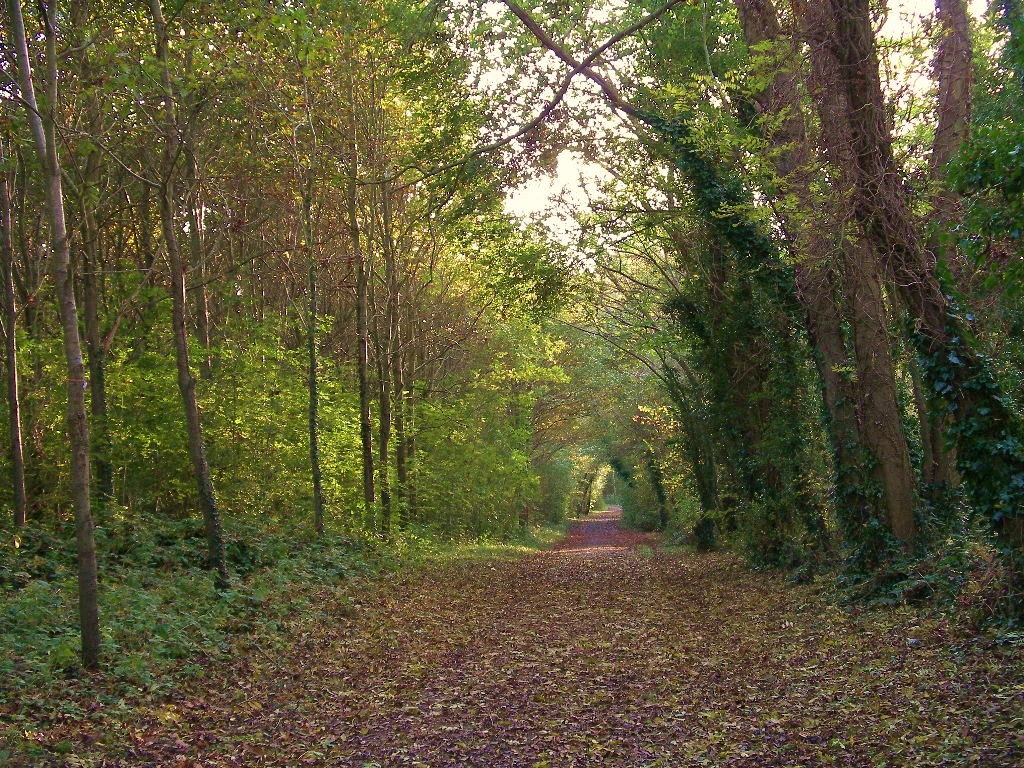